# San Diego Open 1997 - Doppio
Il doppio del San Diego Open 1997 è stato un torneo di tennis facente parte del WTA Tour 1997.
Gigi Fernández e Conchita Martínez erano le detentrici del titolo, ma hanno partecipato con partner differenti, la Fernández con Nataša Zvereva e la Martínez con Patricia Tarabini.
La Fernández e la Zvereva hanno perso nel 1º turno contro Amy Frazier e Kimberly Po.
La Martínez e la Tarabini hanno perso nei quarti di finale contro la Frazier e la Po.
Martina Hingis e Arantxa Sánchez Vicario hanno battuto in finale 6–3, 7–5 la Frazier e la Po.

## Teste di serie
1. Gigi Fernández /  Nataša Zvereva (primo turno)
2. Martina Hingis /  Arantxa Sánchez Vicario (campionesse)
3. Nicole Arendt /  Manon Bollegraf (primo turno)
4. Larisa Neiland /  Helena Suková (quarti di finale)

## Tabellone

### Legenda
| - Q = Qualificato - WC = Wild card - LL = Lucky loser | - ALT = Alternate - SE = Special Exempt - PR = Protected Ranking | - w/o = Walkover - r = Ritirato - d = Squalificato |